# Circondario di Kronach
Il circondario di Kronach è uno dei circondari della Baviera, a sua volta divisione amministrativa (Land) della Germania.

## Città e comuni
(Abitanti il 31 dicembre 2023)
|  | Città 1. Kronach (16 924) 2. Ludwigsstadt (3 315) 3. Teuschnitz (1 921) 4. Wallenfels (2 566) | Comuni 1. Küps (7 818) 2. Marktrodach (3 686) 3. Mitwitz (2 854) 4. Nordhalben (1 626) 5. Pressig (3 920) 6. Reichenbach (672) 7. Schneckenlohe (1 001) 8. Steinbach a.Wald (3 041) 9. Steinwiesen (3 333) 10. Stockheim (4 815) 11. Tettau (1 965) 12. Tschirn (508) 13. Weißenbrunn (2 808) 14. Wilhelmsthal (3 521) |